# Compsibidion carenatum
Compsibidion carenatum là một loài bọ cánh cứng trong họ Cerambycidae.